# جوردن ماكليمونت
جوردن ماكليمونت، جوردن لي (بيل)«بالإنجليزية:Gordon Lee (Bill) McClymon» الحَاصِل على وِسام أستراليا، كَانَ عالم زراعة باستراليا، وعالم بيئة، ومعلمًا، وهو مُبتكر مُصطلح «الزراعة المستدامة» يَشتهر ماكليومت بنَهجهِ المُتَعَدد حَول علم الزِراعة البيئية، كان رئيس لمؤسسة كلية العلوم الريفية في جامعة نيو إنجلاند، وهي أول دَرجة عِلمية مِن نَوعها للتربية الحيوانية المُتكاملة، والعلوم الطبية، والهندسة الزراعية، وكذلك غيرها من التَخصصات في مجالِ الثروة الحَيوانية، والإنتاج الزراعي.
في عام (1978)، وتقديرًا لجهوده ومُساهماته في مجالِ عمله، تم تقليده وسامأستراليا العالي للخِدمة المُتميزة لأستراليا، وللبشرية «بالإنجليزية: Officer of the Order of Australia».
وُلِد في أستراليا، والتَحَق بجامعة سيدني، تَحت رعاية وزارة الزراعة فينيو ساوث ويلز «بالإنجليزية: New South Wales Department of Agriculture»، بعد حُصوله على درجةِ البكالوريوس في العلوم البيطرية، مِن جامعة سيدني ودرجة الدكتوراه من جامعة كامبردج، عَمِلَ كباحث تَغذية حَيوانية لصالحِ ولاية نيو ساوث ويلز؛ كان معتقدًا أن تعليمه لم يُمكنه بشكلٍ كافٍ لعمله، إلا أنمكليمونت صَمم أوسع نَهج تَعليمي مُتعدد في مجالِ الثروة الحيوانية، والإنتاج الزراعي، ومِن ثم أُعْجِبت جامعة نيو إنجلاند بأفكَاره وعينته رئيسًا لقسمِ العلوم الريفية الجديدة.
خلال عَمله في الجامعة، دَافع مكليمونت عن أسلوبه في إنتاج المزارع، والثروة الحيوانية، واستدامة النُظم الإيكولوجية الزراعية.وتحت إشرافه أصبحت جامعة نيو إنغلاند رَائدة في مجالِ بحوث المجترات. كما قامت جَمعية صِناعة الدواجن الأستراليه بتقديمِجائزة خاصة لمكليمونت في عام (1967)، وذلك اعترافًا مِنها لمساهماته في مجال إنتاج الدواجن.
بعد تقاعده عام (1980) واصَل ماكليمونت عَمله مع الصناعةِ الزراعيةِ في أستراليا، والأمم المتحدة، والبنك الدولي حيث كان عمله حَول قضايا المزارع، وفي عام 1996، شرح مُقاربته للثروة الحيوانية والإنتاج الزراعي في كتابه في العلوم الريفية (الفلسفة والتطبيق).

## الجوائز والتكريم
- 1941 University of Sydney Medal and First Class Honours
- 1947 Walter and Eliza Hall Veterinary Research Fellowship
- 1967 Australian Poultry Award
- 1978 Officer of the Order of Australia
- Honorary Doctor of Rural Science, University of New England 1986